# Patxi Salinas
Francisco Salinas Fernández (Bilbao, Vizcaya; 17 de noviembre de 1963), más conocido como Patxi Salinas, es un exfutbolista y entrenador español.
Patxi es un año menor que su hermano Julio Salinas. Disputó 432 partidos en Primera División, 239 con el Athletic Club y 193 con el Celta de Vigo.

## Trayectoria

### Como jugador
Creció junto a su hermano Julio Salinas en el barrio bilbaíno de San Adrián. Entró con diez años en la cantera del Athletic Club, donde fue ascendiendo por todos los equipos inferiores del club. Entre 1981 y 1984 fue jugador del Bilbao Athletic. Durante ese periodo, el 10 de noviembre de 1982, debutó con el Athletic Club en una victoria por 0-1 ante la UD Salamanca. Su incorporación definitiva al primer equipo se produjo en febrero de 1984, año en el que el club vizcaíno conquistó el doblete. Patxi fue titular tanto en la final de Copa como en las últimas jornadas de liga. Así, en sus inicios con el Athletic Club, ganó dos ligas (1982-83, 1983-84), una Copa del Rey (1984) y una Supercopa de España.
En 1992 rescindió su contrato con el Athletic Club, después de haber sido descartado por Jupp Heynckes, lo que le llevó a firmar por el Celta de Vigo que dirigía Txetxu Rojo. En el club vigués permaneció seis temporadas hasta su retirada. El último gol de su carrera lo marcó en un derbi gallego, en octubre de 1997, que acabó con empate a un gol.

#### Selección española
Fue internacional con la selección española absoluta en dos ocasiones. Su debut se produjo el 14 de septiembre de 1988 en una derrota ante Yugoslavia (1-2). También jugó doce partidos con la selección sub-21, entre 1984 y 1986, y cuatro encuentros con la Selección Olímpica. Con la selección sub-21 conquistó la Eurocopa en 1986.
Así mismo jugó algunos partidos amistosos con la Selección de Euskadi

### Como entrenador
Se inició como entrenador en las categorías inferiores del Celta de Vigo, donde dirigió al equipo juvenil división de honor en la campaña 1999-00. En la temporada 2002-03 logró el ascenso a Tercera División con el Porriño Industrial, club al que logró mantener en dicha categoría en la siguiente campaña. En marzo de 2005 se hizo cargo de la Unión Deportiva Atlético Gramenet, equipo de Segunda B, hasta el final de temporada. El club catalán se salvó del descenso en los play-offs por la permanencia, en la tanda de penaltis, ante el CD Mirandés.
En la campaña 2005-06 fue entrenador del Juvenil B del Athletic Club, donde dirigió a jugadores como Iturraspe o San José.
En julio de 2009 fue elegido como director deportivo del Club Rápido de Bouzas, aunque en febrero de 2010 decidió presentar su dimisión. En verano de 2011 firmó como entrenador del Club Deportivo Ourense, pero el 9 de diciembre del mismo año dimitió en su cargo a causa de la salida del club de los directivos que lo firmaron.
En noviembre de 2012 se convirtió en el sucesor de Martin Gregory al frente del Melita F.C., penúltimo clasificado del campeonato maltés, donde sufrió el descenso de categoría.
En junio de 2013, llegó a la Unió Esportiva Sant Andreu como entrenador del primer equipo, del que se desvinculó siete meses después. En la temporada 2016-2017 fue el entrenador del Rápido de Bouzas, equipo de Vigo, con el que quedó subcampeón de Tercera División Gallega y con el que consiguió el primer ascenso a Segunda División B de su historia. Para la temporada 2017-2018 fichó por el Burgos CF aunque, el 5 de febrero de 2018, el Burgos CF hizo público un comunicado en el que anunció la rescisión de contrato del técnico vasco. El 23 de mayo firmó como entrenador del CD Badajoz de la Segunda División B, donde fue despedido el 23 de octubre del mismo año por los malos resultados del equipo.
El 14 de junio de 2019 firmó como técnico del CD Basconia, segundo filial del Athletic Club. El 15 de diciembre de 2021 se incorporó al Bilbao Athletic de Primera RFEF, tras la destitución de Imanol de la Sota, abandonando el CD Basconia para subir al filial del Athletic Club. Con el equipo rojiblancó logró el objetivo de la permanencia después de haber logrado 32 puntos en 22 jornadas. Tras ser destituido del filial, en junio de 2022. fichó por el Club Portugalete de Tercera Federación. El 5 de diciembre decidió dimitir de su puesto como técnico.
En abril de 2023 se incorporó al cuerpo técnico de Míchel Salgado, con el que coincidió en el Celta de Vigo, en el Pafos FC chipriota.

## Clubes

### Como jugador
| Club            | País   | Año         | Partidos | Goles |
| --------------- | ------ | ----------- | -------- | ----- |
| Bilbao Athletic | España | 1981 - 1984 | 69       | 6     |
| Athletic Club   | España | 1982 - 1992 | 293      | 10    |
| Celta de Vigo   | España | 1992 - 1998 | 218      | 4     |

### Como entrenador
| Club                              | País   | Año         |
| --------------------------------- | ------ | ----------- |
| Juvenil DH del Celta de Vigo      | España | 1999 - 2000 |
| Porriño Industrial                | España | 2001 - 2004 |
| Unión Deportiva Atlético Gramenet | España | 2005        |
| Juvenil B del Athletic Club       | España | 2005 - 2006 |
| Club Deportivo Ourense            | España | 2011        |
| Melita Football Club              | Malta  | 2012 - 2013 |
| Unió Esportiva Sant Andreu        | España | 2013 - 2014 |
| Club Rápido de Bouzas             | España | 2016 - 2017 |
| Burgos Club de Fútbol             | España | 2017 - 2018 |
| Club Deportivo Badajoz            | España | 2018        |
| Club Deportivo Basconia           | España | 2019 - 2021 |
| Bilbao Athletic                   | España | 2021 - 2022 |
| Club Portugalete                  | España | 2022        |
| Pafos FC (ayudante)               | Chipre | 2023        |

## Palmarés

### Campeonatos nacionales
| Título              | Club          | País   | Año  |
| ------------------- | ------------- | ------ | ---- |
| Liga española       | Athletic Club | España | 1983 |
| Liga española       | Athletic Club | España | 1984 |
| Copa del Rey        | Athletic Club | España | 1984 |
| Supercopa de España | Athletic Club | España | 1984 |

### Copas internacionales
| Título          | Club             | País   | Año  |
| --------------- | ---------------- | ------ | ---- |
| Eurocopa sub-21 | Selección sub-21 | España | 1986 |

## Vida personal
En 2008 participó en el concurso de telerrealidad Supervivientes, emitido por Telecinco. En 2010 trabajó como comentarista para el programa de humor y deportes UYYYYY! para ETB2 presentado por Óscar Terol. En 2016 participó como capitán en El Conquistador del Fin del Mundo otra vez para ETB2. En 2023 participó como capitán en El Conquistador para RTVE. También en RTVE, concurso en el programa de repostería Bake Off: Famosos al horno junto a su hermano Julio Salinas, Alba Carrillo, Marc Clotet o Ana Boyer entre otros.